# Омбудсмен Польши

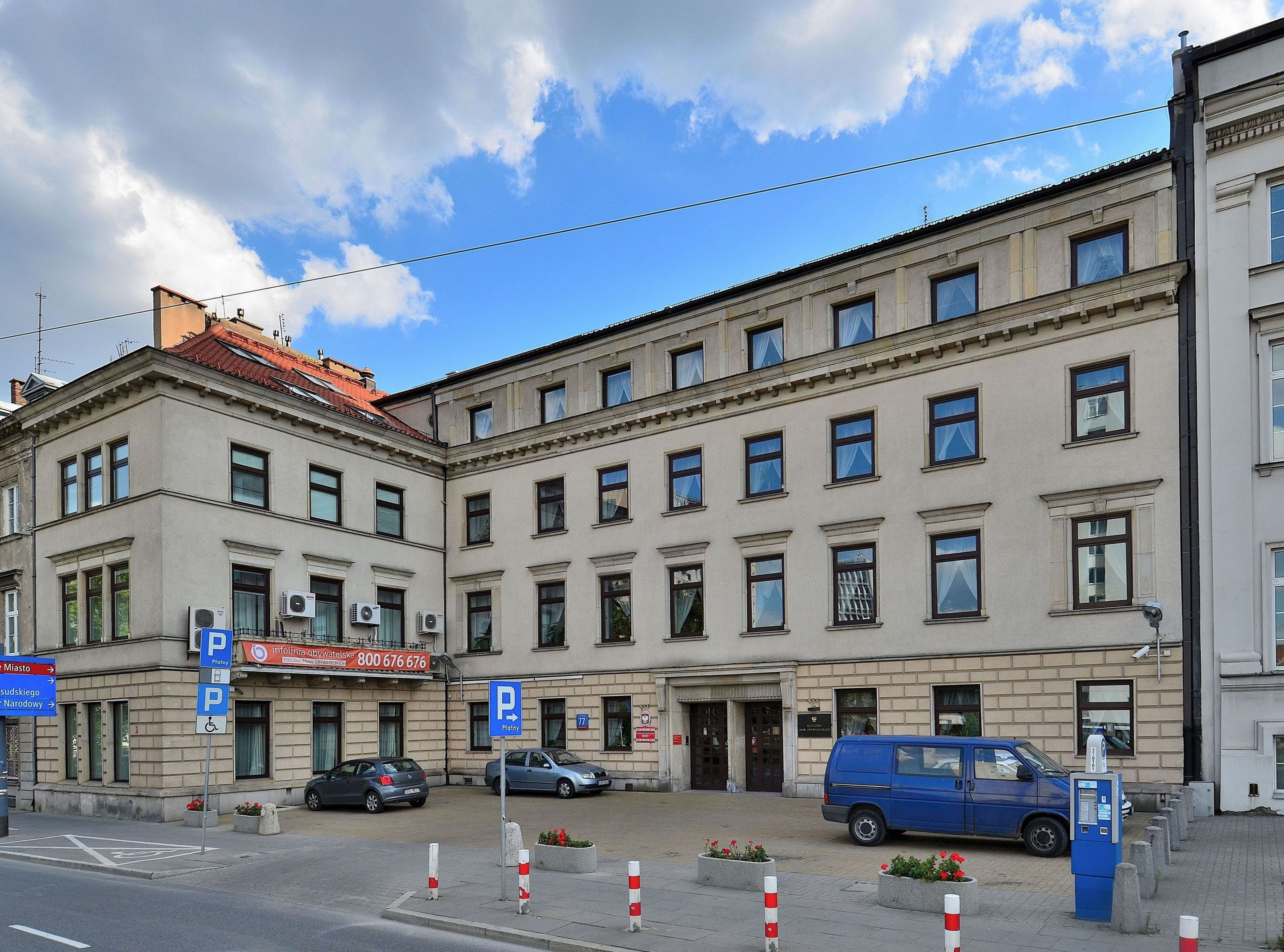
Резиденция Омбудсмена Польши в Варшаве

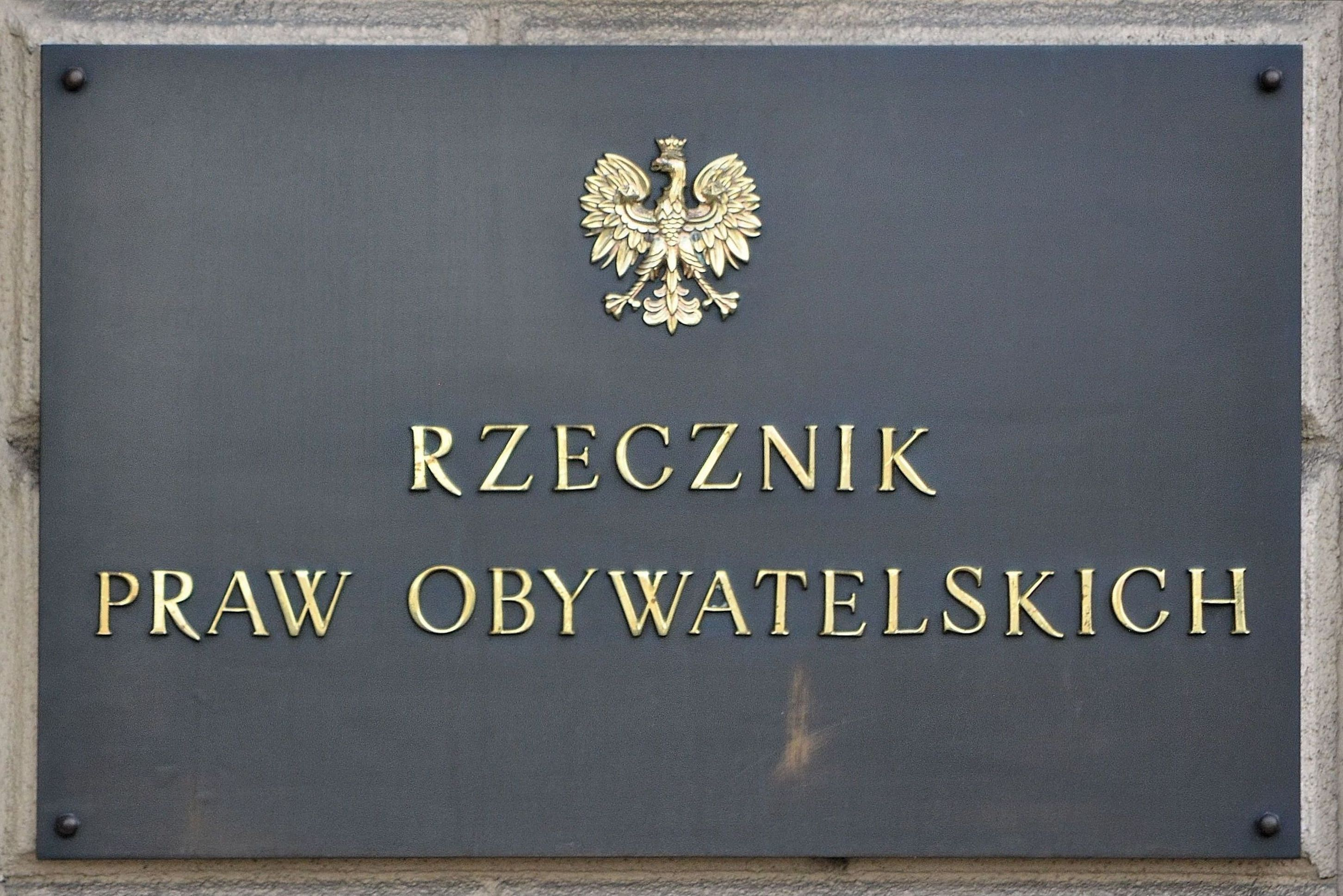
Табличка на здании офиса Омбудсмена Польши

Омбудсмен Польши, официально Уполномоченный по гражданским правам (пол. Rzecznik Praw Obywatelskich), сокращённо RPO — независимая должность в Республике Польша, учреждённая 1 января 1988 года. Лицо, занимающее эту должность, занимается на высшем уровне защитой прав и свобод человека и гражданина Республики Польша. Полномочия и обязанности определяются Конституцией Польши и Законом, принятым Сеймом ПНР 15 июля 1987 года.

## Полномочия и обязанности Омбудсмена
Польское законодательство доверяет омбудсмену четыре обязанности, связанные с защитой гражданских прав: предотвращение нарушения гражданских прав, установление факта нарушения, контроль за соблюдением и разработка новых мер защиты. Омбдусмен, его заместители и сотрудники обязуются защищать и уважать права и свободы гражданина Польши. Они отслеживают действия в стране и в случае, если были нарушены права и свободы человека, а соответствующие институты не вмешались и не оказали достаточную помощь, предпринимают соответствующие действия. В частности, Омбудсмен может выступать от имени пострадавшего в суде. Подобные действия предпринимаются Омбдусменом в том случае, если по итогам расследования подтвердился факт нарушения прав человека и участие Омбудсмена крайне необходимо для разрешения конфликта. Люди могут обратиться за помощью к Омбудсмену.

## Избрание
Омбудсмена Польши избирает Сейм Польши соответствующим актом, кандидатуру должен также утвердить Сенат Польши. Срок полномочий составляет 5 лет, занимать должность больше двух сроков лицо не может. Сейм имеет право снять Омбудсмена с должности, если за это проголосует не менее 3/5 от всех депутатов ещё до истечения полномочий действующего Омбудсмена.

## Список

### Омбудсмены Польши
- Эва Лентовская (19 ноября 1987 — 12 февраля 1992)
- Тадеуш Зелиньский (13 февраля 1992 — 7 мая 1996)
- Адам Зелиньский (8 мая 1996 — 29 июня 2000)
- Анджей Золл (30 июня 2000 — 30 июня 2005)
  - Де-факто с 1 июля 2005 года по 15 февраля 2006 года должность была вакантной, Анджей Золл считался номинально исполняющим обязанности[1]
- Януш Кохановский (15 февраля 2006 — 10 апреля 2010, погиб в авиакатастрофе под Смоленском)
  - Де-факто с 10 апреля по 21 июля 2010 года должность была вакантной, Станислав Троцюк считался номинально исполняющим обязанности[2]
- Ирена Липович (21 июля 2010 — 21 июля 2015)[3]
  - Де-факто с 22 июля по 9 сентября 2015 года должность была вакантной, Ирена Липович считалась номинально исполняющей обязанности[1]
- Адам Боднар (9 сентября 2015 — 15 июля 2021)
- Марчин Вёнцек (с 23 июля 2021)

## Заместители Омбудсмменов Польши
- Станислав Троцюк (с 1 января 2002)[4]
- Сильвия Спурек (с 22 сентября 2015)[5]
- Ханна Махиньская (с 26 сентября 2017)[6]